# Psykohistorie
 Der er for få eller ingen kildehenvisninger i denne artikel, hvilket er et problem. Du kan hjælpe ved at angive troværdige kilder til de påstande, som fremføres i artiklen.

Psykohistorie er navnet på en fiktiv videnskab, som kombinerer
historie, psykologi og statistik. Psykohistorie introduceres i Isaac Asimovs Foundation-univers (på dansk: Stiftelsen).
I Foundation er det en næsten eksakt videnskab til at
forudsige store menneskemængders udvikling. Asimov selv brugte analogien til en gas: I en gas er det meget svært at forudsige et enkelt molekyles bevægelse, men gassens samlede opførsel kan forudsiges med høj præcision ved hjælp af fysiske love.
I Foundationserien bruges psykohistorie til at modellere den samlede opførsel af de mange trillioner indbyggere i Det Galaktiske Imperium.
Asimov's alter ego, den brillante matematiker Hari Seldon,
kan altså ved hjælp af psykohistorie forudsige
et galaktiske imperiums udvikling, ja, et hvilket som helst samfund,
forudsat at de har tilstrækkeligt mange individer og at disse
individer er uvidende om at de er udsat for en psykohistorisk analyse.
Foundationseriens Hari Seldon vil bruge sin psykohistoriske viden til at
dreje samfundet i en retning som fremmer kunst, videnskab og teknologi.

## Psykohistorie til debat
Selvom Psykohistorie er en helt igennem fiktiv videnskab, har
teorien været debatteret heftigt i mange forskellige fora.
For kritikere minder Asimovs psykohistorie om en omformulering af
Karl Marx's historie teori. Og derfor mål for samme
kritik som Karl Marx' værker.
Tilhængere ser psykohistorie, som et værktøj
til at hjælpe med at styre historien henimod en bedre verden dedikeret
til kunst, videnskab og teknologi. For tilhængerne er psykohistorie
den perfekte langsigtede "vejrudsigt" for samfund. En utopisk teknologi, ja vel, men det skal ikke forhindrer os i at arbejde henimod noget der minder om psykohistorie: En lokal, kortsigtet vejrudsigt,
kan jo også være til stor hjælp, selvom man aldrig kommer til at kende vejret mange år ud i fremtiden.
I Donald Kingsburys 1995 "Psycho-historical Crisis" (ISBN 0-312-86102-8)
udforskes dels mulighederne for hvad psykohistorie kan gøre for os,
dels om vi i det hele taget ønsker en verden der benytter noget der
minder om psykohistorie.
Den danske datalog Simon Laub har bl.a. i Studenterbladet for naturvidenskab på Aarhus Universitet, Mads Føk 1993, beskrevet psykohistorie som en nødvendig "doktor" funktion
for fremtidige samfund. Men en "doktor" funktion, som vel og mærke aldrig kan konstrueres fuldt ud,og som sikkert ville volde ligesom mange problemer, som den løste, hvis den endelig blev konstrueret.
Både Donald Kingsbury og Simon Laub er optaget af Asimovs vision, hvor en forsamling af videnskabsmænd, opsamler alle de nødvendige oplysninger om deres samfund,og derefter bruger psykohistorisk teori til at bestemme fremtiden. Hvad vil dette ultimative ekspertvælde egentlig bringe vore samfund og vore demokratier?
Det problematiske er her at eksperter udi psykohistorie træffer
beslutninger for mange mennesker, som ikke ved at der træffes beslutninger
for dem, og da slet ikke hvad basis for disse beslutninger måtte være.
I kritikeres øjne bliver psykohistorie her intet andet end en idealiseret form for en central planlagt økonomi, magen til det man kendte i det gamle øst Europa. Når viden centraliseres og
hemmeliggøres, kan kritikeren kun se dette som et tyranni på vej.
Debatten om Asimovs psykohistorie ender altså med at blive en kommentar til det 20 århundrede. For kritikeren er der lighedstegn mellem Asimovs Psykohistorikere og Lenins udvalgte elite, der begge forsøger at lede menneskeheden frem mod en utopi. De mindre bekymrede ser derimod bare psykohistorie, som endnu et værktøj til at styre menneskeheden frem mod et bedre samfund.

## Asimov og debatten om psykohistorie
Kritikere af Asimov mener, at Asimov i Foundationserien
er alt for elitær. At psykohistorie i ånden minder om det
20. århundredes kommunisme eller endnu værre, en bedrevidende terrorbevægelse fra det 21. århundrede.
For nogle kritikere er Asimov simpelthen blind for den bedste model for succesfuld samfundsudvikling – den måde hvorpå vore samfund rent faktisk fungerer i dag:
Den model hvor alle mennesker
er med til at lægge planer, og hvor den samlede plan for vore samfund bliver en
ligevægt af alles planer (som man kender det fra spilteori). Herved får vi en samlet plan, hvor alle får nogle af deres målsætninger opfyldt.
Asimov mente selv, at psykohistorie indeholdt både gode og dårlige elementer – og at hans romanfigurer netop argumenterer for begge synspunkter. Hvilket er det der rent faktisk gør Foundation serien så
læst. Og vel i øvrigt, at verden er så kompleks, at det ikke kan undrer, at ethvert forsøg på at sætte den på en simpel formel er dømt til at mislykkedes.
Politisk var Asimov progressiv på de fleste områder, og støttede det demokratiske parti i USA hele sit liv. Han støttede homoseksuelles rettigheder og han var imod Vietnam krigen. Men han var ofte uenig med hvad han opfattede som irrational adfærd blandt andre progressive i 1960'erne og frem. Dette sidste er dog ingen grund til at tillægge ham de elitære, næsten Leninistiske synspunkter, som nogen kritikere ser som en rød tråd i Foundationserien.

## Psykohistorie og robotter
Bl.a. datalogen Simon Laub har i talrige artikler kredset omkring det
der for ham, og mange andre ligesidende, er det egentlige hovedtema i Foundationserien: Isaac Asimovs introduktion af intelligente robotter
i Foundationuniverset. Hvad er menneskehedens skæbne når der opstår menneskelignende robot intelligenser? Og hvem bestemmer så
menneskehedens skæbne?
Vel adlyder Asimovs robotter de tre robot love,
men derudover arbejder de langsigtet under den 0. robot lov, for at sikre
menneskehedens langsigtede overlevelse.
Imperiet i Foundationserien forfalder således i virkeligheden,
fordi robotter, under robotten R. Daneel Olivaw, arbejder på at omdanne hele
menneskeheden til en ny form, Galaxia. Der kan bestå for evigt.
Og alt dette er sket uden at robotterne har spurgt menneskene til råds.
I alle tilfælde ender psykohistorie med at blive et spørgsmål om
hvem der har lov til at planlægge vores fremtid? En kreds af videnskabsmænd?
en kreds af fremtidige robotter? Eller os selv?

## Psykohistorie og sandsynlighedsteori
Sandsynlighedsteori fortæller os, at selv nok så usandsynlige ting sker, hvis man bare venter længer nok. Der er derfor ikke noget mystisk i, at der engang imellem er mønstre i historien.
Ifølge den Israelsk, Amerikanske matematiker Amir Aczel
ville det faktisk være mærkeligere, hvis vi aldrig så den slags mønstre.
Den menneskelige hjerne fungerer bare sådan
at vi husker præcis disse påfaldende tilfælde, mens vi glemmer alle de
tilfælde der ikke giver et mønster.
Den fiktive teori psykohistorie er i stand til at forudsige bestemte
kriser og resultater på baggrund af givne historiske omstændigheder. Givet X og Y kan man ved hjælp psykohistorie beregne at Z vil indtræffe.
Bliver en præsident skudt i sin embedsperiode? Og hvem bliver verdensmestre i fodbold – Psykohistorie kan måske forudsige det!?
Og sommetider ser det faktisk ud som om at der er noget om snakken. Indtil man husker på at det bare er tilfældighedernes spil. Psykohistorie er helt og aldeles fiktiv.
Men alligevel er det næsten som om, at vi selv kunne lege psykohistorikere og forudsige at præsident John F. Kennedy ville blive skudt? Ved at sammenligne med den myrdede præsident Abraham Lincoln får vi:
Præsident Lincoln blev valgt ind i kongressen i 1846. Kennedy blev valgt ind i kongressen i 1946.
Lincoln blev valgt til præsident i 1860. Kennedy blev valgt til præsident i 1960.
Lincoln kone mistede et barn mens de boede i det hvide hus. Kennedys kone mistede et barn mens de boede i det hvide hus.
Begge arbejdede for at udstrække menneskerettighederne.
Lincoln havde en sekretær som hed Kennedy, der
advarede ham imod at gå i teatret. Kennedy havde en sekretær der hed Lincoln der advarede ham imod at flyve til Dallas.
Lincoln blev myrdet i teatret mens hans kone så på.
Kennedy blev myrdet i Dallas, mens hans kone så på.
Lincoln blev skudt i Ford teatret.
Kennedy blev skudt mens han sad i Lincoln,
lavet af Ford.
Begge blev skudt på en fredag.
Drabsmanden, John Wilkes Booth, var kendt under 3 navne,
i alt med 15 bogstaver.
Drabsmanden, Lee Harvey Oswald, var kendt under 3 navne,
i alt med 15 bogstaver.
Booth skød Lincoln i et teater og flygtede til et lager.
Oswald skød Kennedy fra et lager og flygtede til et teater.
Begge drabsmænd var dræbt før de kom for retten. I begge tilfælde gik der mange teorier om at de var del af en større sammensværgelse.
Lincoln's efterfølger var Andrew Johnson, født i 1808. Kennedys efterfølger var Lyndon B. Johnson, født i 1908.
Det ligner også en formsag at forudsige at Italien vil
klare sig godt ved VM i fodbold i 2006, ved at sammenligne
med VM i 1982:
I 1982 vandt Italien over Polen i semifinalen, under en ny
polsk pave. I 2006 vandt Italien over Tyskland i semifinalen under en ny tysk pave. På det italienske landshold spillede anfører Dino Zoff sin kamp nr. 100 på landsholdet i finalen i 1982. Anfører på det italienske landshold i 2006 var Cannavaro,
der spillede sin kamp nr. 100 på landsholdet i finalen. I 1982 blev Italien verdensmestre.
Det er så næsten elementært ifølge psykohistorie at
Italien også skulle vinde i 2006.
Men nej – dette er ikke bevis på at der nok er noget om psykohistorie alligevel. Det er bare et udtryk for at selv ganske usandsynlige ting sker i vort univers. Og da slet ikke et bevis på, at man kan beregne disse ting.

## Eksterne link og kildehenvisninger
- Simon Laub: Psykohistorie – Imperiers storhed og fald
- Asimov interviews